# Petarasite
La petarasite è un minerale.